# Dorota Gruca
Dorota Gruca (ur. 5 grudnia 1970 w Tarnogrodzie) – polska biegaczka, rekordzistka kraju w biegu na 10 000 m (31:52.11 w 2004).

## Kariera
Olimpijka z Pekinu (2008) w maratonie (2:33.32 - 30. miejsce). Wielokrotna mistrzyni Polski (3-krotna na 5000 m, 6-krotna na 10 000 m, 5-krotna w półmaratonie, w 2010 została mistrzynią Polski w maratonie). Zwyciężczyni m.in. Gran Maraton Pacifico w Meksyku (2004) i maratonu w Salt Lake City (2005). Zdobywczyni drugiego miejsca w maratonie Amsterdamie (2007). Brązowa medalistka w sztafecie podczas MŚ w biathlonie letnim (Kraków 1997). Na lekkoatletycznych MŚ w Helsinkach zajęła 13. miejsce w biegu maratońskim ustanawiając (do dziś aktualny) rekord życiowy - 2:27.46.
Pięciokrotnie uczestniczyła w mistrzostwach świata w półmaratonie, w 1995 zajęła 68. miejsce (78:03), rok później była 19. (74:07), w 1998 została sklasyfikowana na 53. miejscu (75:12) w roku 2000 była 32. (77:27), zaś w 2008 ponownie 32. (76:46).

## Rekordy życiowe
- bieg na 800 m – 2:06,52 (1998)
- bieg na 1500 m – 4:12,70 (2002)
- bieg na 3000 m – 9:09,57 (2004)
- bieg na 5000 m – 15:18,75 (2004), 4. wynik w historii polskiej la
- bieg na 10 000 m – 31:52,11 (2004), były Rekord Polski, 2. wynik w historii polskiej la
- półmaraton – 71:56 (2001), 6. wynik w historii polskiej la
- bieg na 30 000 m – 1:44:41 (2001)
- maraton – 2:27:46 (2005)